# Cor Dijkman Dulkes

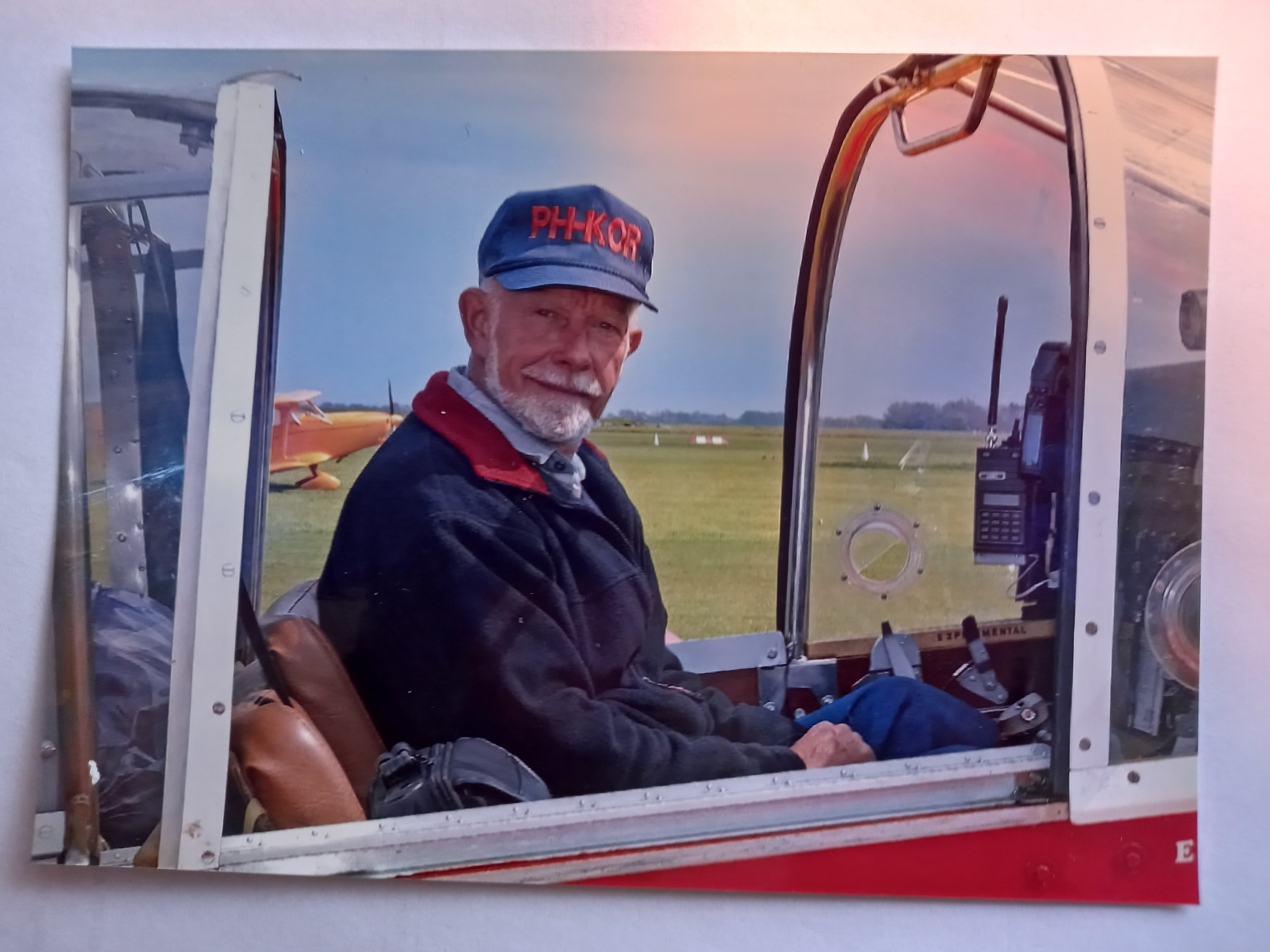
Cor Dijkman Dulkes

Cornelis Petrus (Cor) Dijkman Dulkes (Beverwijk, 6 juni 1938 – Nagele, 14 november 2006) was de eerste Nederlandse amateur vliegtuigbouwer, die erin slaagde van de RijksLuchtvaartDienst (RLD) een formeel Bewijs van Luchtwaardigheid (BvL) te verkrijgen.  
Dijkman Dulkes huwde met Gerda Nijman en Wolanda Hornstra. Met Nijman kreeg hij twee kinderen en adopteerde het paar een zoon. 

## Loopbaan
Hij ontwierp en bouwde zijn eerste vliegtuig, de FB-25, samen met zijn broer C.M. Dijkman Dulkes. Op 13 september 1969 vloog Jacques van Ham de FB-25 (de PH-COR) van het strand bij Wijk aan Zee naar het Vliegveld Zestienhoven, waar "toevallig" een vliegfeest plaats vond. Om daar vervolgens aan de ketting te worden gelegd door de Rijksluchtvaartdienst: het  vliegtuig was formeel en praktisch niet luchtwaardig. Aan van Ham werd later door de Rechtbank in Haarlem slechts een boete van fl. 100,- op gelegd, vanwege "het bijzondere karakter van deze overtreding". Na deze eerste en laatste vlucht van de FB-25 ontwierp, bouwde en vloog Dijkman Dulkes een nieuw vliegtuig, ditmaal onder toeziend oog van diezelfde Rijksluchtvaartdienst (R.L.D.). In 1976 kwam de "Dijkhastar II" gereed, werden op Lelystad, mede onder toezicht van de R.L.D., proefvluchten uit gevoerd en in 1982 kreeg het vliegtuig een speciaal/beperkt Bewijs van Luchtwaardigheid (S/R-BVL). Dijkman Dulkes was daarmee de eerste amateur vliegtuigbouwer in Nederland met een formeel r-BvL.
In totaal heeft Cor Dijkman Dulkes vier vliegtuigen ontworpen en gebouwd; de Ft. Dijkhastar II' (1976)'; de Dijkhastar III (1996) en de vliegboot Dijkhastar IV (2002). 
Na zijn dood is hij door zijn vliegmakkers geëerd met een missingmanformatie in Nagele, zijn toenmalige woonplaats.
De Ft. Dijkhastar was de afkorting van het Flying trio Dijkman Dulkes, de sportvlieger Jaques van Ham (transport ondernemer) en de "theoretische begeleider" Wim Staargaard (student Vliegtuigbouw HTS/TU-Delft), bij ontwerp, bouw en certificatie van de "Witte Raaf".
Dijkman Dulkes was van beroep bouwvakker. Hij bezat de combinatie van handvaardigheid, praktische intelligentie en organisatie-, communicatie- en doorzettingsvermogen en was één van de drijvende krachten achter de ontwikkeling van de N.V.A.V., de Nederlandse Vereniging van Amateur Vliegtuigbouwers. Na de certificatie van de Dijkhastar II behaalde hij tevens zijn Private Pilot License, de P.P.L. en vloog hij zijn eigen vliegtuigen. De eerste vliegtuigen bouwde hij in de schuur achter zijn huis in Beverwijk en de vliegboot in een aardappelschuur achter zijn huis in Nagele.

## Vliegtuigtypen
- Dijkhastar I FB-25 "Bravo"

Sportvliegtuig, hoogdekker, eenpersoons, eenmotorig (DAF), propeller

Het vliegtuig was een samenstelling van Piper Cub en een Grunau Baby zweefvliegtuig

Het enige exemplaar is te zien in het Luchtvaartmuseum Texel
- Dijkhastar II "Witte Raaf" (Destijds ingeschreven in het Luchtvaart register als CWH). Call sign: PH-COR

Sportvliegtuig, laagdekker, tweepersoons, eenmotorig (Rolls Royce Continental 0-200), propeller.

- Dijkhastar III "Rode Kiekedief"

Sportvliegtuig, laagdekker, tweepersoons, eenmotorig (Lycoming O-360), propeller, intrekbaar onderstel. Call sign: PH-KOR

Te zien op Lelystad Airport in de Pionier Hangaar.
- Dijkhastar IV

Vliegboot, eenpersoons, eenmotorig, duwpropeller. Dit toestel is vrij compleet, maar nooit helemaal in vliegwaardige toestand gebracht. Na jarenlang opgeslagen te hebben gestaan, is het vliegtuig aangeboden aan het restaurant op vliegveld Hoogeveen. Het plan is om het binnen afzienbare tijd op het dak van het restaurant te zetten als publiekstrekker.